# شاهرخ‌سلطان زنگنه
شاهرخ‌سلطان زنگنه (؟ - ۱۶۳۹ و یا ۱۶۴۲) یک اشراف‌زادهٔ کُرد بود که به ایل زنگنه تعلق داشت که از ایلات کُرد منطقهٔ کرمانشاه بود که عمدتاً از اهل تسنن تشکیل شده‌بود. او فرزند عالی بالی بیگ زنگنه بود. اطلاعات زیادی در رابطه با شاهرخ‌سلطان زنگنه در دست نیست، اما مشخص است که وی در ۱۶۳۹ به ریاست ایل زنگنه رسیده و در همان سال نیز درگذشته‌است. پس از او برادر کوچکترش شیخعلی‌خان زنگنه جای او را به عنوان رئیس ایل زنگنه گرفته‌است.
وی میرآخور شاه صفی بوده‌است. وی همچنین در سال ۱۰۴۸ قمری (۱۶۳۸ میلادی) حاکم کرمانشاهان بوده‌است.